# Chung Tấn
Chung Tấn (chữ Hán:鐘縉; bính âm:Zhong Jin), bản dịch ghi là Trung Tấn, là một nhân vật hư cấu trong tiểu thuyết lịch sử Tam Quốc diễn nghĩa của nhà văn La Quán Trung. Trong tiểu thuyết này, Trung Tấm xuất hiện tại Hồi thứ 41 và 42 và là bộ tướng của Hạ Hầu Đôn, sử dụng vũ khí là một lưỡi tầm sét. Trung Tấn cùng em là Chung Thân là hai viên tướng cản bắt Triệu Vân vượt vòng vây trong trận Trường Bản và bị Triệu Vân giết chết.

## Câu chuyện
Khi ấy Triệu Vân ra thoát vòng vây, cách xa trận địa chính, máu me đỏ ngòm cả áo chiến bào. Triệu Vân đương đi dưới sườn núi, lại thấy hai toán quân tràn ra đó là anh em Chung Tấn và em là Chung Thân, bộ tướng của Hạ Hầu Đôn, một người dùng lưỡi tầm sét, một người dùng ngọn hoả kích, Chung Tấn quát to lên rằng: Triệu Vân mau mau xuống ngựa chịu trói!. Chung Tấn chặn đường Triệu Vân. Triệu Vân hoa giáo đâm, Chung Tấn giơ búa đỡ. Hai ngựa giao nhau, chưa được ba hiệp, Chung Tấn bị Triệu Vân đâm một nhát giáo chết ngã nhào, Triệu Vân cướp đường chạy thoát.

## Trong truyện tranh
Trung Tấn được tái hiện qua bộ truyên tranh của Nhật Bản có tên là con trai rồng, trong bộ truyện này, Chung Tấn cùng em là Chung Thân là chốt chặn cuối cùng của quân Ngụy đối với Triệu Vân. Khi hai bên giao chiến, Chung Tấn giơ lưỡi búa lớn bổ xuống Triệu Vân nhưng Triệu Vân né được, Chung Thân lao giáo đâm tới thì Triệu Vân đỡ và nương sức giáo bật ngược lưỡi giáo của Triệt Vân ra phía sau và chém Chung Tấn, Chung Tấn chết trong sự ngỡ ngàng, sáu đó Triệu Vân phóng giáo về phía trước và giết luôn Chung Thân.